# موتوکو آرای
موتوکو آرای (به ژاپنی: 新井素子 Motoko Arai); ۸ اوت ۱۹۶۰ – ) رمان‌نویس، و نویسنده علمی-تخیلی اهل ژاپن بود.